# Hyarane, Hassan
Hyarane là một làng thuộc tehsil Hassan, huyện Hassan, bang Karnataka, Ấn Độ.